# Halide Edib Adıvar
Halide Edip Adıvar (oszmán-törökül: خالده اديب اديوار; IPA: [hɑːliˈdɛ ɛˈdip ɑdɯˈvɑɹ]) (1884–1964) török regényírónő, feminista politikus. Regényeiben élesen kritizálta a nők alacsony társadalmi helyzetét, illetve ahogyan ő látta, az érdeklődés teljes hiányát a helyzet megváltoztatására. A török függetlenségi háborúban katonaként is szolgált.
Halide Edip (más névváltozatokban Edib) Isztambulban született, arab nyelvet és matematikát tanult az American College for Girls (ma Robert College) iskolában, 1901-ben végzett. 15 éves korában, 1897-ben Halide Edip lefordította Jacob Abott Anya című művét, amiért II. Abdul-Hamid szultán a Jótékonysági Renddel (Şefkat Nişanı) jutalmazta.
Első férjétől, Zeki Salihtól két gyermeke született, mielőtt elváltak.
Első regénye, a Seviye Talip 1909-ben jelent meg. 1917-ben másodszor is férjhez ment, Dr. Adnan Adıvarhoz, a következő évben pedig az Isztambuli Egyetemen kezdett irodalmat oktatni. Ebben az időszakban kezdett el tevékenykedni a nacionalista mozgalomban, majd férjével részt vettek török függetlenségi háborúban, ahol Halide előbb tizedesi, majd őrmesteri rangban szolgált.
A háború után férjével Nyugat-Európába költöztek, először Franciaországba, majd Angliába. Halide rendszeresen utazgatott, előadásokat tartott az Egyesült Államokban és Indiában is. 1939-ben tért vissza Törökországba; az angol irodalom professzora lett az Isztambuli Egyetemen. 1950 - 1954 között tagja volt a török parlamentnek.
Halide Edip regényeinek főhősei erős akaratú, szabad szellemű nők, akik erős ellenállással szemben sikeresen véghezviszik céljaikat. Több írásában hangsúlyozta a nők szerepét a függetlenségi háborúban.

## Főbb munkái
- Seviye Talip (1909).
- Mevut Hükümler (1918).
- Son Eseri (1919).
- Ateşten Gömlek (1922; angolul The Daughter of Smyrna / The Shirt of Flame).
- Çιkan Kuri (1922).
- Vurun Kahpeye (1926).
- The Memoirs of Halide Edib (1926)
- The Turkish Ordeal (1928)
- Zeyno'nun Oğlu (1928).
- The Clown and His Daughter (1935-ben jelent meg először angolul, majd Sinekli Bakkal címmel törökül 1936-ban)
- Türkün Ateşle İmtihanı, 1962; angolul House with Wisteria

## Magyarul
- Halidé Edib Hanum: Az uj Turán. Egy török nő végzete; ford. Silberfeld Jakab; Franklin, Bp., 1917 (Olcsó könyvtár)

## Az irodalomban
- Halide's Gift. Frances Kazan (2001): Halide Edip fiatalkoráról írt regény

## Külső hivatkozások
- Halide Edib Adivar
- Halide's Ordeal